# Ordine al merito dello stato libero di Sassonia
L'ordine al merito dello stato libero di Sassonia è un ordine cavalleresco del Land tedesco della Sassonia.
È stato fondato il 17 dicembre 1996 ed è concesso dal presidente dei ministri della Sassonia.
L'ordine non può contare più di 500 insigniti in vita. Dalla sua fondazione al novembre 2012 è stato assegnato a 243 persone.

## Insegne
- L'insegna, che ricorda quelle dell'antico ordine civile di Sassonia, è da portare al collo per gli uomini e al seno per le donne ed è costituita da una croce maltese smaltata di bianco con bordo verde e con al centro l'emblema del Land. Nel dritto l'emblema è circondato dalla scritta "Das Rautenkranzwappen Saxon" ("Lo stato libero di Sassonia"), nel rovescio l'emblema è circondato dalla scritta "Für Verdienste" ("Al merito").
- Il nastro è bianco con bordi oro circondati da sottili strisce rosse inoltre sono presenti due strisce verde chiaro con bordo verde scuro verso l'interno.